# Резанцев, Андрей Борисович
Андрей Борисович Резанцев (15 октября 1965, Торез, Украинская ССР, СССР) — советский, российский и узбекский футболист, полузащитник. Мастер спорта (с 1997).

## Биография
Воспитанник спортинтернат города Ворошиловград.
Известен по выступлениям за клуб высшей лиги России «Крылья Советов» Самара (1994—1998). Завершил свою игровую карьеру в 2000 году в клубе «Лада» Тольятти выступавшем в первом дивизионе России. Большая часть игровой карьеры Резанцева связана с тренером Александром Аверьяновым, под руководством которого футболист выступал в составах 5 разных команд.
Всего в высшей лиге чемпионата России сыграл 150 матчей, забил 2 мяча.
В 1998 году был приглашён в для выступления за национальную сборную Узбекистана в составе которой сыграл 7 матчей, в том числе 5 на XIII Азиатских играх.
Работал в структуре самарского клуба «Юнит».

## Достижения
- Чемпион Узбекистана: 1992[2]
- 2009 — Заслуженный ветеран ФК «Крылья Советов»